# サンタンジェロ・ディ・ピオーヴェ・ディ・サッコ
サンタンジェロ・ディ・ピオーヴェ・ディ・サッコ（伊: Sant'Angelo di Piove di Sacco）は、イタリア共和国ヴェネト州パドヴァ県にある、人口約7,400人の基礎自治体（コムーネ）。

## 地理

### 位置・広がり

#### 隣接コムーネ
隣接するコムーネは以下の通り。括弧内のVEはヴェネツィア県所属を示す。
- ブルージネ
- カンポロンゴ・マッジョーレ (VE)
- フォッソ (VE)
- レニャーロ
- ピオーヴェ・ディ・サッコ
- サオナーラ
- ヴィゴノーヴォ (VE)

### 気候分類・地震分類
サンタンジェロ・ディ・ピオーヴェ・ディ・サッコにおけるイタリアの気候分類 (it) および度日は、zona E, 2383 GGである。
また、イタリアの地震リスク階級 (it) では、zona 3 (sismicità bassa) に分類される。